# Giro d’Italia 2021
Giro d’Italia 2021 var den 104:e upplagan av det italienska Grand Tour-loppet Giro d’Italia. Cykelloppets 21 etapper kördes mellan den 8 och 30 maj 2021 med start i Torino och målgång i Milano. Loppet var en del av UCI World Tour 2021 och vanns av colombianska Egan Bernal från cykelstallet Ineos Grenadiers.

## Deltagande lag
| WorldTeams (19)- AG2R Citroën Team - Astana-Premier Tech - Bahrain Victorious - Bora-Hansgrohe - Cofidis - Deceuninck-Quick Step - EF Education-Nippo - Groupama-FDJ - Ineos Grenadiers - Intermarché-Wanty-Gobert Matériaux - Israel Start-Up Nation - Jumbo-Visma - Lotto Soudal - Movistar Team - Team BikeExchange - Team DSM - Qhubeka Assos - Trek-Segafredo - UAE Team Emirates ProTeams (4)- Alpecin-Fenix - Androni Giocattoli-Sidermec - Bardiani CSF Faizanè - Eolo-Kometa |
| |

## Etapper
| Etapp | Datum  | Start – mål                      | type        | Distans (km) | Höjdskillnad (m) | Etappvinnare       | Totalledare          |
| ----- | ------ | -------------------------------- | ----------- | ------------ | ---------------- | ------------------ | -------------------- |
| 1     | 8 maj  | Turin – Turin                    | Tempoetapp  | 8,6          | 50 m             | Filippo Ganna      | Filippo Ganna        |
| 2     | 9 maj  | Stupinigi – Novara               | Flack etapp | 179          | 600 m            | Tim Merlier        | Filippo Ganna        |
| 3     | 10 maj | Biella – Canale                  |             | 190          | 2 100 m          | Taco van der Hoorn | Filippo Ganna        |
| 4     | 11 maj | Piacenza – Sestola               | Kuperat     | 187          | 1 800 m          | Joe Dombrowski     | Alessandro De Marchi |
| 5     | 12 maj | Modena – Cattolica               | Flack etapp | 177          | 200 m            | Caleb Ewan         | Alessandro De Marchi |
| 6     | 13 maj | Frasassi Caves – San Giacomo     | Kuperat     | 160          | 3 400 m          | Gino Mäder         | Attila Valter        |
| 7     | 14 maj | Notaresco – Termoli              | Flack etapp | 181          | 1 500 m          | Caleb Ewan         | Attila Valter        |
| 8     | 15 maj | Foggia – Guardia Sanframondi     | Kuperat     | 170          | 3 400 m          | Victor Lafay       | Attila Valter        |
| 9     | 16 maj | Castel di Sangro – Campo Felice  | Bergsetapp  | 158          | 3 400 m          | Egan Bernal        | Egan Bernal          |
| 10    | 17 maj | L’Aquila – Foligno               | Flack etapp | 139          | 1 300 m          | Peter Sagan        | Egan Bernal          |
|       | 18 maj | Vilodag                          | Vilodag     |              |                  |                    |                      |
| 11    | 19 maj | Perugia – Montalcino             |             | 162          | 2 300 m          | Mauro Schmid       | Egan Bernal          |
| 12    | 20 maj | Siena – Bagno di Romagna         | Kuperat     | 212          | 3 700 m          | Andrea Vendrame    | Egan Bernal          |
| 13    | 21 maj | Ravenna – Verona                 | Flack etapp | 198          | 200 m            | Giacomo Nizzolo    | Egan Bernal          |
| 14    | 22 maj | Cittadella – Monte Zoncolan      | Bergsetapp  | 205          | 3 700 m          | Lorenzo Fortunato  | Egan Bernal          |
| 15    | 23 maj | Grado – Gorizia                  |             | 147          | 1 800 m          | Victor Campenaerts | Egan Bernal          |
| 16    | 24 maj | Sacile – Cortina d'Ampezzo       | Bergsetapp  | 153          | 3 600 m          | Egan Bernal        | Egan Bernal          |
|       | 25 maj | Vilodag                          | Vilodag     |              |                  |                    |                      |
| 17    | 26 maj | Canazei – Sega di Ala            | Bergsetapp  | 193          | 3 400 m          | Dan Martin         | Egan Bernal          |
| 18    | 27 maj | Rovereto – Stradella             | Flack etapp | 231          | 600 m            | Alberto Bettiol    | Egan Bernal          |
| 19    | 28 maj | Abbiategrasso – Alpe di Mera     | Bergsetapp  | 166          | 2 800 m          | Simon Yates        | Egan Bernal          |
| 20    | 29 maj | Verbania – Motta di Campodolcino | Bergsetapp  | 164          | 4 200 m          | Damiano Caruso     | Egan Bernal          |
| 21    | 30 maj | Senago – Milano                  | Tempoetapp  | 30,3         | 100 m            | Filippo Ganna      | Egan Bernal          |

## Tröjutveckling
| Etapp           | Vinnare            | Totaltävlingen       | Poängtävlingen  | Bergstävlingen    | Ungdomstävlingen | Lagtävlingen            | Sprinttävlingen  | Mest offensiva cyklisten | Utbrytningstävlingen | Fair play-tävlingen     |
| --------------- | ------------------ | -------------------- | --------------- | ----------------- | ---------------- | ----------------------- | ---------------- | ------------------------ | -------------------- | ----------------------- |
| 1               | Filippo Ganna      | Filippo Ganna        | Filippo Ganna   | Ingen utsedd      | Filippo Ganna    | Team Jumbo–Visma        | Ingen utsedd     | Filippo Ganna            | Ingen utsedd         | Ineos Grenadiers        |
| 2               | Tim Merlier        | Filippo Ganna        | Tim Merlier     | Vincenzo Albanese | Filippo Ganna    | Team Jumbo–Visma        | Filippo Ganna    | Filippo Ganna            | Filippo Tagliani     | Ineos Grenadiers        |
| 3               | Taco van der Hoorn | Filippo Ganna        | Tim Merlier     | Vincenzo Albanese | Filippo Ganna    | Team Jumbo–Visma        | Simon Pellaud    | Filippo Ganna            | Vincenzo Albanese    | Ineos Grenadiers        |
| 4               | Joe Dombrowski     | Alessandro De Marchi | Tim Merlier     | Joe Dombrowski    | Attila Valter    | Team Bahrain Victorious | Simon Pellaud    | Alessandro De Marchi     | Vincenzo Albanese    | Israel Start-Up Nation  |
| 5               | Caleb Ewan         | Alessandro De Marchi | Giacomo Nizzolo | Joe Dombrowski    | Attila Valter    | Team Bahrain Victorious | Filippo Tagliani | Simon Pellaud            | Vincenzo Albanese    | Israel Start-Up Nation  |
| 6               | Gino Mäder         | Attila Valter        | Giacomo Nizzolo | Gino Mäder        | Attila Valter    | Team Bahrain Victorious | Filippo Tagliani | Gino Mäder               | Vincenzo Albanese    | Groupama–FDJ            |
| 7               | Caleb Ewan         | Attila Valter        | Caleb Ewan      | Gino Mäder        | Attila Valter    | Team Bahrain Victorious | Simon Pellaud    | Simon Pellaud            | Simon Pellaud        | Groupama–FDJ            |
| 8               | Victor Lafay       | Attila Valter        | Tim Merlier     | Gino Mäder        | Attila Valter    | Ineos Grenadiers        | Simon Pellaud    | Simon Pellaud            | Simon Pellaud        | Groupama–FDJ            |
| 9               | Egan Bernal        | Egan Bernal          | Tim Merlier     | Geoffrey Bouchard | Egan Bernal      | Ineos Grenadiers        | Simon Pellaud    | Simon Pellaud            | Simon Pellaud        | Trek–Segafredo          |
| 10              | Peter Sagan        | Egan Bernal          | Peter Sagan     | Geoffrey Bouchard | Egan Bernal      | Ineos Grenadiers        | Simon Pellaud    | Simon Pellaud            | Simon Pellaud        | Trek–Segafredo          |
| 11              | Mauro Schmid       | Egan Bernal          | Peter Sagan     | Geoffrey Bouchard | Egan Bernal      | Ineos Grenadiers        | Simon Pellaud    | Simon Pellaud            | Simon Pellaud        | Team Bahrain Victorious |
| 12              | Andrea Vendrame    | Egan Bernal          | Peter Sagan     | Geoffrey Bouchard | Egan Bernal      | Ineos Grenadiers        | Simon Pellaud    | Dries De Bondt           | Simon Pellaud        | Team Bahrain Victorious |
| 13              | Giacomo Nizzolo    | Egan Bernal          | Peter Sagan     | Geoffrey Bouchard | Egan Bernal      | Ineos Grenadiers        | Umberto Marengo  | Simon Pellaud            | Simon Pellaud        | Team Bahrain Victorious |
| 14              | Lorenzo Fortunato  | Egan Bernal          | Peter Sagan     | Geoffrey Bouchard | Egan Bernal      | Ineos Grenadiers        | Umberto Marengo  | Simon Pellaud            | Simon Pellaud        | Team Bahrain Victorious |
| 15              | Victor Campenaerts | Egan Bernal          | Peter Sagan     | Geoffrey Bouchard | Egan Bernal      | Trek–Segafredo          | Umberto Marengo  | Dries De Bondt           | Simon Pellaud        | Team Bahrain Victorious |
| 16              | Egan Bernal        | Egan Bernal          | Peter Sagan     | Geoffrey Bouchard | Egan Bernal      | Trek–Segafredo          | Umberto Marengo  | Dries De Bondt           | Simon Pellaud        | Team Bahrain Victorious |
| 17              | Dan Martin         | Egan Bernal          | Peter Sagan     | Geoffrey Bouchard | Egan Bernal      | Ineos Grenadiers        | Dries De Bondt   | Dries De Bondt           | Simon Pellaud        | Team Bahrain Victorious |
| 18              | Alberto Bettiol    | Egan Bernal          | Peter Sagan     | Geoffrey Bouchard | Egan Bernal      | Team DSM                | Dries De Bondt   | Dries De Bondt           | Simon Pellaud        | Team Bahrain Victorious |
| 19              | Simon Yates        | Egan Bernal          | Peter Sagan     | Geoffrey Bouchard | Egan Bernal      | Ineos Grenadiers        | Dries De Bondt   | Dries De Bondt           | Simon Pellaud        | Team Bahrain Victorious |
| 20              | Damiano Caruso     | Egan Bernal          | Peter Sagan     | Geoffrey Bouchard | Egan Bernal      | Ineos Grenadiers        | Dries De Bondt   | Dries De Bondt           | Simon Pellaud        | Team Bahrain Victorious |
| 21              | Filippo Ganna      | Egan Bernal          | Peter Sagan     | Geoffrey Bouchard | Egan Bernal      | Ineos Grenadiers        | Dries De Bondt   | Dries De Bondt           | Simon Pellaud        | Team Bahrain Victorious |
| Slutlig vinnare | Slutlig vinnare    | Egan Bernal          | Peter Sagan     | Geoffrey Bouchard | Egan Bernal      | Ineos Grenadiers        | Dries De Bondt   | Dries De Bondt           | Simon Pellaud        | Team Bahrain Victorious |

## Resultat

### Sammanlagt
| \| Totaltävlingen \| Totaltävlingen \| Totaltävlingen \| Totaltävlingen \| Totaltävlingen \| \| Cyklist \| Cyklist \| Lag \| Tid \| \| \| -------------- \| ----------------- \| ---------------------- \| -------------- \| -------------- \| \| 1. \| Egan Bernal \| Ineos Grenadiers \| 86t 17' 28" \| \| \| 2. \| Damiano Caruso \| Bahrain Victorious \| + 1' 29" \| \| \| 3. \| Simon Yates \| BikeExchange \| + 4' 15" \| \| \| 4. \| Aleksandr Vlasov \| Astana-Premier Tech \| + 6' 40" \| \| \| 5. \| Daniel Martínez \| Ineos Grenadiers \| + 7' 24" \| \| \| 6. \| João Almeida \| Deceuninck-Quick Step \| + 7' 24" \| \| \| 7. \| Romain Bardet \| Team DSM \| + 8' 05" \| \| \| 8. \| Hugh Carthy \| EF Education-Nippo \| + 8' 56" \| \| \| 9. \| Tobias Foss \| Jumbo-Visma \| + 11' 44" \| \| \| 10. \| Dan Martin \| Israel Start-Up Nation \| + 18' 35" \| \| \| 11. \| George Bennett \| Jumbo-Visma \| + 25' 35" \| \| \| 12. \| Koen Bouwman \| Jumbo-Visma \| + 30' 56" \| \| \| 13. \| Peio Bilbao \| Bahrain Victorious \| + 37' 58" \| \| \| 14. \| Attila Valter \| Groupama-FDJ \| + 45' 30" \| \| \| 15. \| Davide Formolo \| UAE Team Emirates \| + 47' 21" \| \| \| 16. \| Lorenzo Fortunato \| Eolo-Kometa \| + 47' 31" \| \| \| 17. \| Diego Ulissi \| UAE Team Emirates \| + 56' 31" \| \| \| 18. \| Vincenzo Nibali \| Trek-Segafredo \| + 1t 03' 59" \| \| \| 19. \| Gorka Izagirre \| Astana-Premier Tech \| + 1t 04' 12" \| \| \| 20. \| Louis Vervaeke \| Alpecin-Fenix \| + 1t 05' 09" \| \| |                   |                        |              |
| |                   |                        |              |
| Källa: ProCyclingStats |                   |                        |              |
| Totaltävlingen |                   |                        |              |
| Cyklist | Cyklist           | Lag                    | Tid          |
| 1. | Egan Bernal       | Ineos Grenadiers       | 86t 17' 28"  |
| 2. | Damiano Caruso    | Bahrain Victorious     | + 1' 29"     |
| 3. | Simon Yates       | BikeExchange           | + 4' 15"     |
| 4. | Aleksandr Vlasov  | Astana-Premier Tech    | + 6' 40"     |
| 5. | Daniel Martínez   | Ineos Grenadiers       | + 7' 24"     |
| 6. | João Almeida      | Deceuninck-Quick Step  | + 7' 24"     |
| 7. | Romain Bardet     | Team DSM               | + 8' 05"     |
| 8. | Hugh Carthy       | EF Education-Nippo     | + 8' 56"     |
| 9. | Tobias Foss       | Jumbo-Visma            | + 11' 44"    |
| 10. | Dan Martin        | Israel Start-Up Nation | + 18' 35"    |
| 11. | George Bennett    | Jumbo-Visma            | + 25' 35"    |
| 12. | Koen Bouwman      | Jumbo-Visma            | + 30' 56"    |
| 13. | Peio Bilbao       | Bahrain Victorious     | + 37' 58"    |
| 14. | Attila Valter     | Groupama-FDJ           | + 45' 30"    |
| 15. | Davide Formolo    | UAE Team Emirates      | + 47' 21"    |
| 16. | Lorenzo Fortunato | Eolo-Kometa            | + 47' 31"    |
| 17. | Diego Ulissi      | UAE Team Emirates      | + 56' 31"    |
| 18. | Vincenzo Nibali   | Trek-Segafredo         | + 1t 03' 59" |
| 19. | Gorka Izagirre    | Astana-Premier Tech    | + 1t 04' 12" |
| 20. | Louis Vervaeke    | Alpecin-Fenix          | + 1t 05' 09" |

### Övriga tävlingar
| Poängtävlingen | Poängtävlingen   | Poängtävlingen                     | Poängtävlingen | Poängtävlingen |
| Cyklist        | Cyklist          | Lag                                | Poäng          |                |
| -------------- | ---------------- | ---------------------------------- | -------------- | -------------- |
| 1.             | Peter Sagan      | Bora-Hansgrohe                     | 136 poäng      |                |
| 2.             | Davide Cimolai   | Israel Start-Up Nation             | 118 poäng      |                |
| 3.             | Fernando Gaviria | UAE Team Emirates                  | 116 poäng      |                |
| 4.             | Elia Viviani     | Cofidis                            | 86 poäng       |                |
| 5.             | Egan Bernal      | Ineos Grenadiers                   | 80 poäng       |                |
| 6.             | Dries De Bondt   | Alpecin-Fenix                      | 71 poäng       |                |
| 7.             | Andrea Pasqualon | Intermarché-Wanty-Gobert Matériaux | 61 poäng       |                |
| 8.             | Simone Consonni  | Cofidis                            | 60 poäng       |                |
| 9.             | Edoardo Affini   | Jumbo-Visma                        | 59 poäng       |                |
| 10.            | Alberto Bettiol  | EF Education-Nippo                 | 57 poäng       |                |

| Poängtävlingen | Poängtävlingen   | Poängtävlingen                     | Poängtävlingen | Poängtävlingen |
| Cyklist        | Cyklist          | Lag                                | Poäng          |                |
| -------------- | ---------------- | ---------------------------------- | -------------- | -------------- |
| 1.             | Peter Sagan      | Bora-Hansgrohe                     | 136 poäng      |                |
| 2.             | Davide Cimolai   | Israel Start-Up Nation             | 118 poäng      |                |
| 3.             | Fernando Gaviria | UAE Team Emirates                  | 116 poäng      |                |
| 4.             | Elia Viviani     | Cofidis                            | 86 poäng       |                |
| 5.             | Egan Bernal      | Ineos Grenadiers                   | 80 poäng       |                |
| 6.             | Dries De Bondt   | Alpecin-Fenix                      | 71 poäng       |                |
| 7.             | Andrea Pasqualon | Intermarché-Wanty-Gobert Matériaux | 61 poäng       |                |
| 8.             | Simone Consonni  | Cofidis                            | 60 poäng       |                |
| 9.             | Edoardo Affini   | Jumbo-Visma                        | 59 poäng       |                |
| 10.            | Alberto Bettiol  | EF Education-Nippo                 | 57 poäng       |                |

| Bergstävlingen | Bergstävlingen    | Bergstävlingen         | Bergstävlingen | Bergstävlingen |
| Cyklist        | Cyklist           | Lag                    | Poäng          |                |
| -------------- | ----------------- | ---------------------- | -------------- | -------------- |
| 1.             | Geoffrey Bouchard | AG2R Citroën Team      | 184 poäng      |                |
| 2.             | Egan Bernal       | Ineos Grenadiers       | 140 poäng      |                |
| 3.             | Damiano Caruso    | Bahrain Victorious     | 99 poäng       |                |
| 4.             | Dan Martin        | Israel Start-Up Nation | 83 poäng       |                |
| 5.             | Simon Yates       | BikeExchange           | 61 poäng       |                |
| 6.             | João Almeida      | Deceuninck-Quick Step  | 54 poäng       |                |
| 7.             | Bauke Mollema     | Trek-Segafredo         | 53 poäng       |                |
| 8.             | Lorenzo Fortunato | Eolo-Kometa            | 52 poäng       |                |
| 9.             | Romain Bardet     | Team DSM               | 49 poäng       |                |
| 10.            | Michael Storer    | Team DSM               | 46 poäng       |                |

| Bergstävlingen | Bergstävlingen    | Bergstävlingen         | Bergstävlingen | Bergstävlingen |
| Cyklist        | Cyklist           | Lag                    | Poäng          |                |
| -------------- | ----------------- | ---------------------- | -------------- | -------------- |
| 1.             | Geoffrey Bouchard | AG2R Citroën Team      | 184 poäng      |                |
| 2.             | Egan Bernal       | Ineos Grenadiers       | 140 poäng      |                |
| 3.             | Damiano Caruso    | Bahrain Victorious     | 99 poäng       |                |
| 4.             | Dan Martin        | Israel Start-Up Nation | 83 poäng       |                |
| 5.             | Simon Yates       | BikeExchange           | 61 poäng       |                |
| 6.             | João Almeida      | Deceuninck-Quick Step  | 54 poäng       |                |
| 7.             | Bauke Mollema     | Trek-Segafredo         | 53 poäng       |                |
| 8.             | Lorenzo Fortunato | Eolo-Kometa            | 52 poäng       |                |
| 9.             | Romain Bardet     | Team DSM               | 49 poäng       |                |
| 10.            | Michael Storer    | Team DSM               | 46 poäng       |                |

| Ungdomstävlingen | Ungdomstävlingen  | Ungdomstävlingen      | Ungdomstävlingen | Ungdomstävlingen |
| Cyklist          | Cyklist           | Lag                   | Tid              |                  |
| ---------------- | ----------------- | --------------------- | ---------------- | ---------------- |
| 1.               | Egan Bernal       | Ineos Grenadiers      | 86t 17' 28"      |                  |
| 2.               | Aleksandr Vlasov  | Astana-Premier Tech   | + 6' 40"         |                  |
| 3.               | Daniel Martínez   | Ineos Grenadiers      | + 7' 24"         |                  |
| 4.               | João Almeida      | Deceuninck-Quick Step | + 7' 24"         |                  |
| 5.               | Tobias Foss       | Jumbo-Visma           | + 11' 44"        |                  |
| 6.               | Attila Valter     | Groupama-FDJ          | + 45' 30"        |                  |
| 7.               | Lorenzo Fortunato | Eolo-Kometa           | + 47' 31"        |                  |
| 8.               | Michael Storer    | Team DSM              | + 1t 49' 05"     |                  |
| 9.               | Harold Tejada     | Astana-Premier Tech   | + 2t 01' 12"     |                  |
| 10.              | Alessandro Covi   | UAE Team Emirates     | + 2t 03' 30"     |                  |

| Ungdomstävlingen | Ungdomstävlingen  | Ungdomstävlingen      | Ungdomstävlingen | Ungdomstävlingen |
| Cyklist          | Cyklist           | Lag                   | Tid              |                  |
| ---------------- | ----------------- | --------------------- | ---------------- | ---------------- |
| 1.               | Egan Bernal       | Ineos Grenadiers      | 86t 17' 28"      |                  |
| 2.               | Aleksandr Vlasov  | Astana-Premier Tech   | + 6' 40"         |                  |
| 3.               | Daniel Martínez   | Ineos Grenadiers      | + 7' 24"         |                  |
| 4.               | João Almeida      | Deceuninck-Quick Step | + 7' 24"         |                  |
| 5.               | Tobias Foss       | Jumbo-Visma           | + 11' 44"        |                  |
| 6.               | Attila Valter     | Groupama-FDJ          | + 45' 30"        |                  |
| 7.               | Lorenzo Fortunato | Eolo-Kometa           | + 47' 31"        |                  |
| 8.               | Michael Storer    | Team DSM              | + 1t 49' 05"     |                  |
| 9.               | Harold Tejada     | Astana-Premier Tech   | + 2t 01' 12"     |                  |
| 10.              | Alessandro Covi   | UAE Team Emirates     | + 2t 03' 30"     |                  |

| Lagtävlingen | Lagtävlingen          | Lagtävlingen | Lagtävlingen |
| Lag          | Lag                   | Tid          |              |
| ------------ | --------------------- | ------------ | ------------ |
| 1.           | Ineos Grenadiers      | 259t 30' 31" |              |
| 2.           | Jumbo-Visma           | + 26' 52"    |              |
| 3.           | Team DSM              | + 29' 09"    |              |
| 4.           | Astana-Premier Tech   | + 33' 05"    |              |
| 5.           | Team BikeExchange     | + 1t 15' 12" |              |
| 6.           | Trek-Segafredo        | + 1t 27' 09" |              |
| 7.           | Movistar Team         | + 1t 28' 18" |              |
| 8.           | Deceuninck-Quick Step | + 1t 37' 51" |              |
| 9.           | Bahrain Victorious    | + 1t 51' 05" |              |
| 10.          | UAE Team Emirates     | + 1t 54' 04" |              |

| Lagtävlingen | Lagtävlingen          | Lagtävlingen | Lagtävlingen |
| Lag          | Lag                   | Tid          |              |
| ------------ | --------------------- | ------------ | ------------ |
| 1.           | Ineos Grenadiers      | 259t 30' 31" |              |
| 2.           | Jumbo-Visma           | + 26' 52"    |              |
| 3.           | Team DSM              | + 29' 09"    |              |
| 4.           | Astana-Premier Tech   | + 33' 05"    |              |
| 5.           | Team BikeExchange     | + 1t 15' 12" |              |
| 6.           | Trek-Segafredo        | + 1t 27' 09" |              |
| 7.           | Movistar Team         | + 1t 28' 18" |              |
| 8.           | Deceuninck-Quick Step | + 1t 37' 51" |              |
| 9.           | Bahrain Victorious    | + 1t 51' 05" |              |
| 10.          | UAE Team Emirates     | + 1t 54' 04" |              |